# 마지막 인사 (빅뱅의 노래)
〈마지막 인사〉는 대한민국의 음악 그룹 빅뱅의 노래이다. 한국에서는 두 번째 미니 앨범 Hot Issue의 타이틀곡으로 2007년 11월 22일 발매되었다. 빅뱅의 리더 G-Dragon이 작사하고, G-Dragon이 용감한 형제와 함께 작곡한 곡으로 강한 비트의 트랜스 힙합 리듬 위에 G-Dragon 특유의 신선한 멜로디, 가사가 잘 혼합된 노래이다.
뮤직비디오는 "거짓말"에 이어 차은택 감독이 연출을 맡았고, 배우 이동건과 빅뱅이 함께 출연했다. 재미있는 점으로는 이전의 "거짓말"과 "마지막 인사" 모두 빅뱅이 유령 역할로 출연한다는 것으로 열연하는 출연진들과 상관없이 그 옆에서 천연덕스럽게 열창하는 빅뱅 멤버들의 모습은 기존의 뮤직비디오에서는 쉽게 볼 수 없었던 컨셉이다.

## 가사
Base
Yes. Big Bang is back.
Most definitely incredible hey move
B to the I to Bang Bang
B to the I to Bang Bang
B to the I to Bang Bang
A Loud

I don't wanna be without you girl 마지막인사를
접어주길 바래 오늘 단 하루만큼은
I don't wanna be without you girl 내 서툰 마음
까지 안고 가줘 I want you, I need you girl

Babe Babe Babe 조금 어색하지만 서로
Babe Babe Babe 아직 사랑하고 있는데
Babe Babe Babe 모질기는 하지만 서로
끝이 보이지만 난 그래도 only you girl

상처만 가득해 모질게 날 대하던 너
어르고 달래 또 반복된 널 피하던 나
어디서부터 어긋났을까 기나긴 고민
해답없는 문제속에 해매어 난

미로미로속에 갇힌 길 잃은 방랑자
마냥 이도저도 못해 난 마냥
기다리기만 할 뿐 사뿐사뿐히 내게 다가와주길 girl
우리 처음만난 때 처럼
풋풋하던 그때 처럼
이런이런이런 저런저런저런
너와 내 사이의 끈 절대놓지말어

I don't wanna be without you girl, 마지막인사를
접어주길 바래 오늘 단 하루만큼은
I don't wanna be without you girl 내 서툰 마음
까지 안고 가줘 I love you, I need you girl

Babe Babe Babe 조금 어색하지만 서로
Babe Babe Babe 아직 사랑하고 있는데 (come on)
Babe Babe Babe 모질기는 하지만 서로
끝이 보이지만 난 그래도 only you girl

아무 말 없이 떠나달란 적 없고 (아무 말 없고)
그러다 어느날 갑자기 나타났고 (무슨 일 있었는데)
날 갖고 노는 건지, 이게 사랑이 맞는 건지
하루에도 열두번 더 헷갈리고

하루 두 번 갖고 놀던 장난감
넌 무얼 원했냐고 되물어봤어
달콤함은 아주 잠깐
우린 너무 쉽게 녹아버린 솜사탕
지친 가슴 이젠 나도 마주치 못할 것 같아
어쩌다 자빠져, 떠나가기 전에

I don't wanna be without you girl, 마지막인사를
접어주길 바래 오늘 단 하루만큼은
I don't wanna be without you girl, 내 서툰 마음
까지 안고 가줘, I want you, I need you girl

Babe Babe Babe 조금 어색하지만 서로
Babe Babe Babe 아직 사랑하고 있는데
Babe Babe Babe 모질기는 하지만 서로
끝이 보이지만 난 그래도 only you girl

여전히 널 사랑하지만
내게는 너무나 소중하지만 yeah~
누구도 니 자릴 메꿀 수 없는 걸
I know you know ah 그냥 조용히 날 안아줘

I don't wanna be without you girl, 마지막인사를
접어주길 바래 오늘 단 하루만큼은
I don't wanna be without you girl, 내 서툰 마음
까지 안고 가줘, I want you, I need you girl

Babe Babe Babe 조금 어색하지만 서로
Babe Babe Babe 아직 사랑하고 있는데
Babe Babe Babe 모질기는 하지만 서로
끝이 보이지만 난 그래도 only you girl

B to the I to the Bang Bang
B to the I to the Bang Bang
B to the I to the Bang Bang
Come on Come on Come on
B to the I to the Bang Bang
B to the I to the Bang Bang
B to the I to the Bang Bang
끝이 보이지만 난 그래도 only you girl